# Sangiełowszczyzna
Sangiełowszczyzna (lit. Sangėliškės) − wieś na Litwie, w rejonie solecznickim, 8 km na północny wschód od Solecznik, zamieszkana przez 48 ludzi. Przed II wojną światową w Polsce, w powiecie wileńsko-trockim województwa wileńskiego.